# Idaea laevigaria
Idaea laevigaria är en fjärilsart som beskrevs av Jacob Hübner 1798. Idaea laevigaria ingår i släktet Idaea och familjen mätare. Inga underarter finns listade i Catalogue of Life.